# Скахографічні шахи

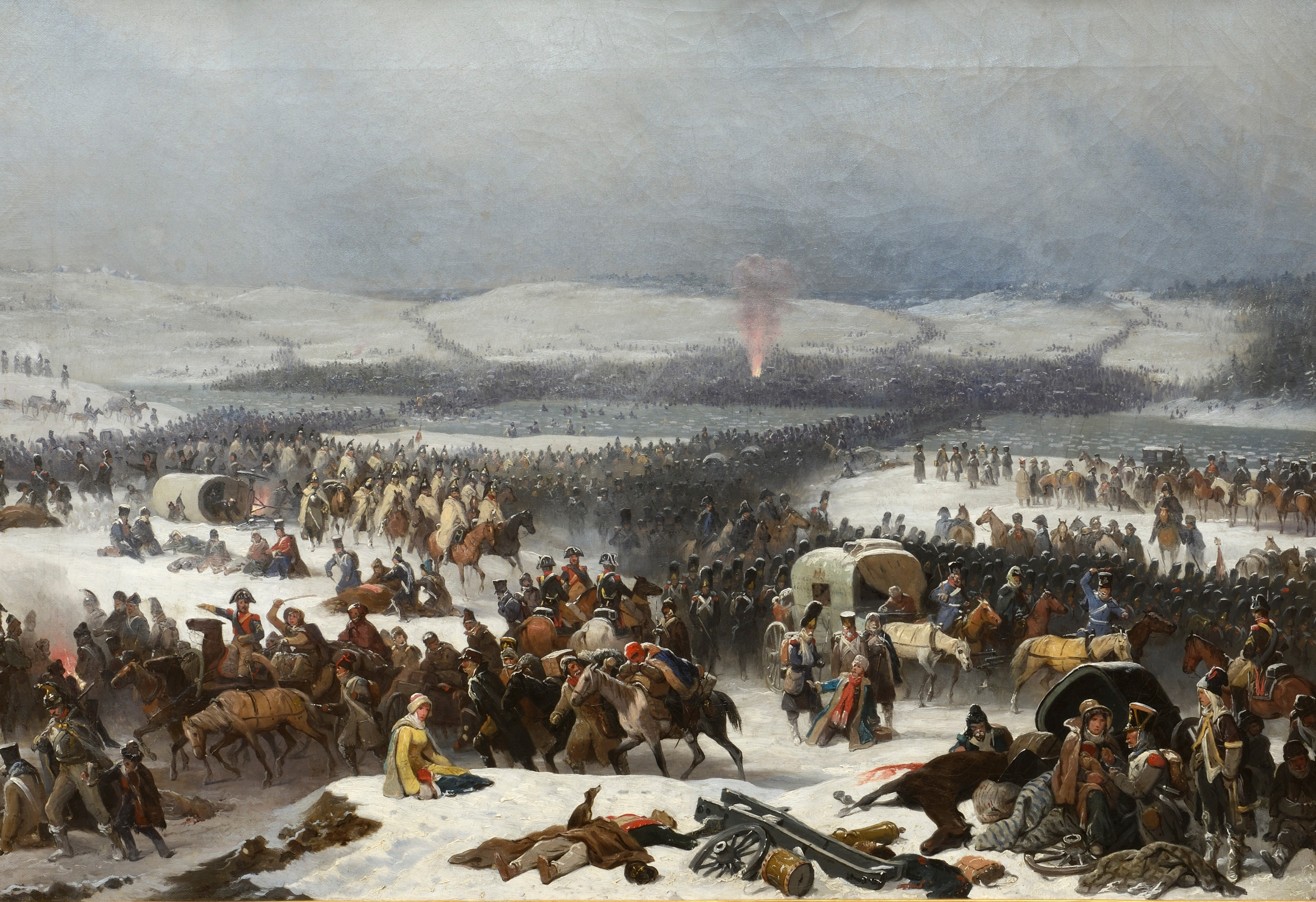
Переправа військ Наполеона через Березину. Картина Януарія Суходольського (1866)

Скахографічні шахи — різновид шахової композиції, шахові партії, хід яких зображає реальні історичні події. Розігруються за звичайними правилами, але мають штучний, сценарний характер.
Наприклад, партія яку створив О. Д. Петров у 1824 році «Втеча Наполеона з Москви (а1) до Парижа (h8)» в деталях нагадувала події війни 1812 року, а саме переслідування російськими військами залишків «Великої армії», битву на Березині та подальший відступ у Францію.